# 1864 في روسيا
فيما يلي قوائم الأحداث التي وقعت خلال عام 1864 في روسيا.

## ظهور
- 1 يناير – الإنسان الصرصار كتاب من تأليف فيودور دوستويفسكي.

## مواليد

### يناير
- 9 يناير – فلاديمير ستيكلوف رياضياتي روسي.
- 13 يناير – فلهلم فيين فيزيائي ألماني.

### نوفمبر
- 9 نوفمبر – ديمتري إيفانوفسكي

## وفيات

### يناير
- 7 يناير – نيكولاي ستيبانوفتش تورجانينوف (مواليد 1796) عالم نبات روسي.

### يوليو
- 22 يوليو – ميخائيل دوستويفسكي (مواليد 1820)